# Hedenbergite
L'hedenbergite è un minerale.